# Enric III de Brabant
Enric III de Brabant, dit el Pius (nascut al voltant de 1231, va morir el 28 de febrer de 1261 a Lovaina), va ser duc de Brabant (1248-1261). Era el fill d'Enric II, duc de Brabant i de Maria de Hohenstaufen. Com trobador, va produir quatre cançons en francès.
Va fer les primeres armes al costat dels seus parents Guillem I d'Holanda, el rei electe dels romans en la conquesta del Sacre Imperi i va estar present en la seva coronació l'1 de novembre de 1248 a Aquisgrà. No va participar en la guerra de Successió de Flandes i d'Hainaut en les quals estaven implicats el fill i el cunyat de l'emperador, i es va aliar amb els seus enemics, Guillem III de Dampierre, comte consort de Flandes, que es va convertir en seu cunyat. Buscava sobretot garantir la pau a l'antiga Lotaríngia i ho va aconseguir malgrat l'odi que va enfrontar els Avesnes als Dampierre i els disturbis que van seguir la mort de Guillem I d'Holanda i els enfrontaments entre els seus dos successors pretendents de l'imperi, Ricard de Cornualla i Alfons X de Castella. Malalt, va signar el 1261 en el seu llit de mort, una carta d'atorgament més drets judicials als seus subjectes brabançons.
Enric III i Alix de Borgonya van ser enterrats en un mausoleu (parcialment conservat) enmig del cor de l'església gòtica de Nostra Senyora dels dominicans a Lovaina, llavors en construcció.

## Matrimoni i fills
Es va casar amb Adelaida o Alix de Borgonya el 1251 (coneguda com a Aleyda de Brabant) (1233 † 1273), filla d'Hug IV, duc de Borgonya i Iolanda de Dreux. Van tenir:
- Enric IV (1251 † 1272), duc de Brabant
- Joan I el Victoriós (1253 † 1294), duc de Brabant
- Godofreu († 1302), senyor d'Aarschot
- Maria (1256 † 1321), casada el 1274 amb Felip III (1245 † 1285), rei de França